# Alur Lhok (Karang Baru)
Alur Lhok is een bestuurslaag in het regentschap Aceh Tamiang van de provincie Atjeh, Indonesië. Alur Lhok telt 1128 inwoners (volkstelling 2010).